# 艾斯科格爾山 (滕嫩山脈)
47°29′48″N 13°16′54″E / 47.49667°N 13.28167°E

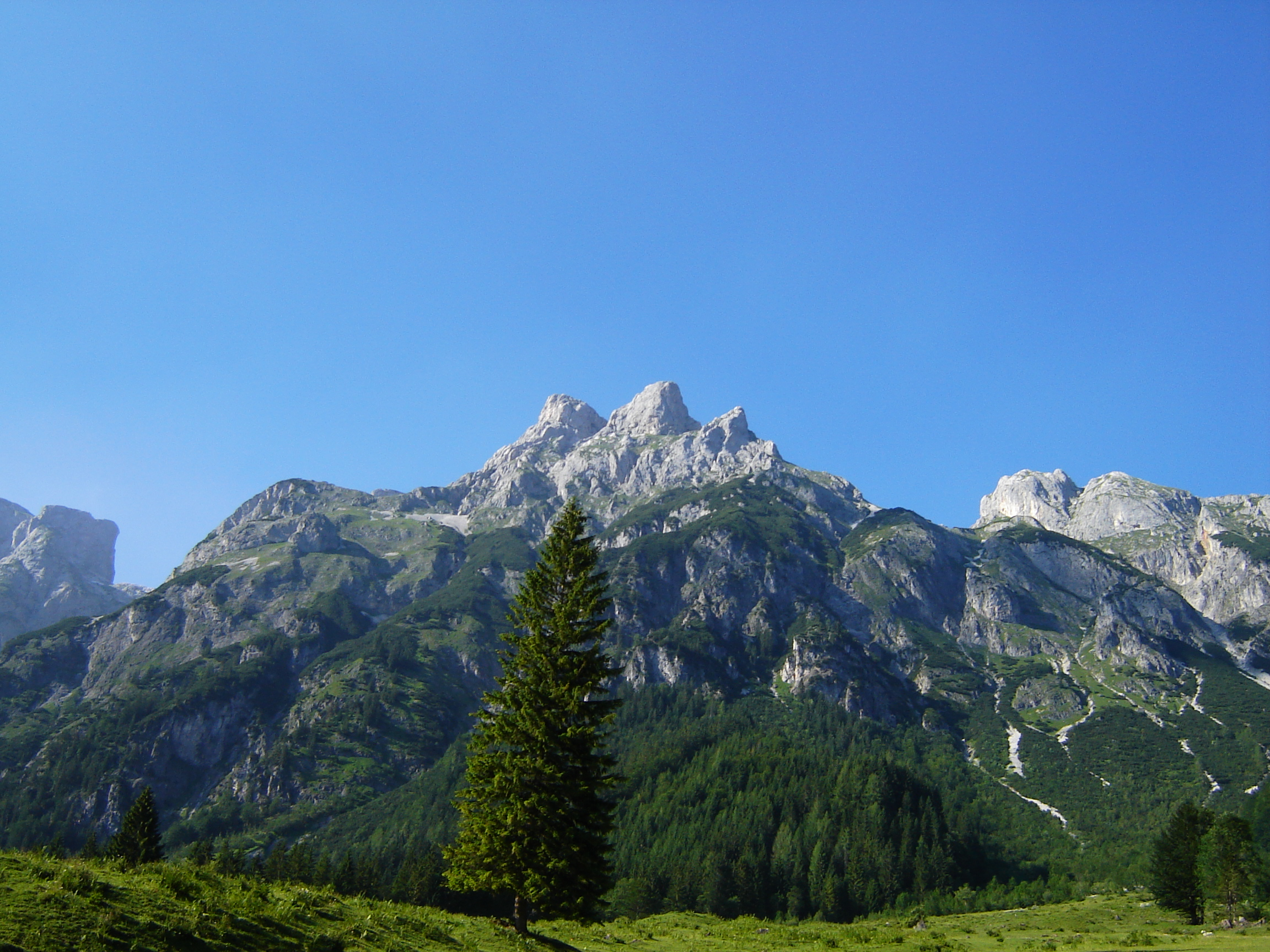

艾斯科格爾山（德語：Eiskogel），是奧地利的山峰，位於該國中部，由薩爾茨堡州負責管轄，屬於北石灰岩山脈中滕嫩山脈的一部分，海拔高度2,321米。